# Friedhart Klix

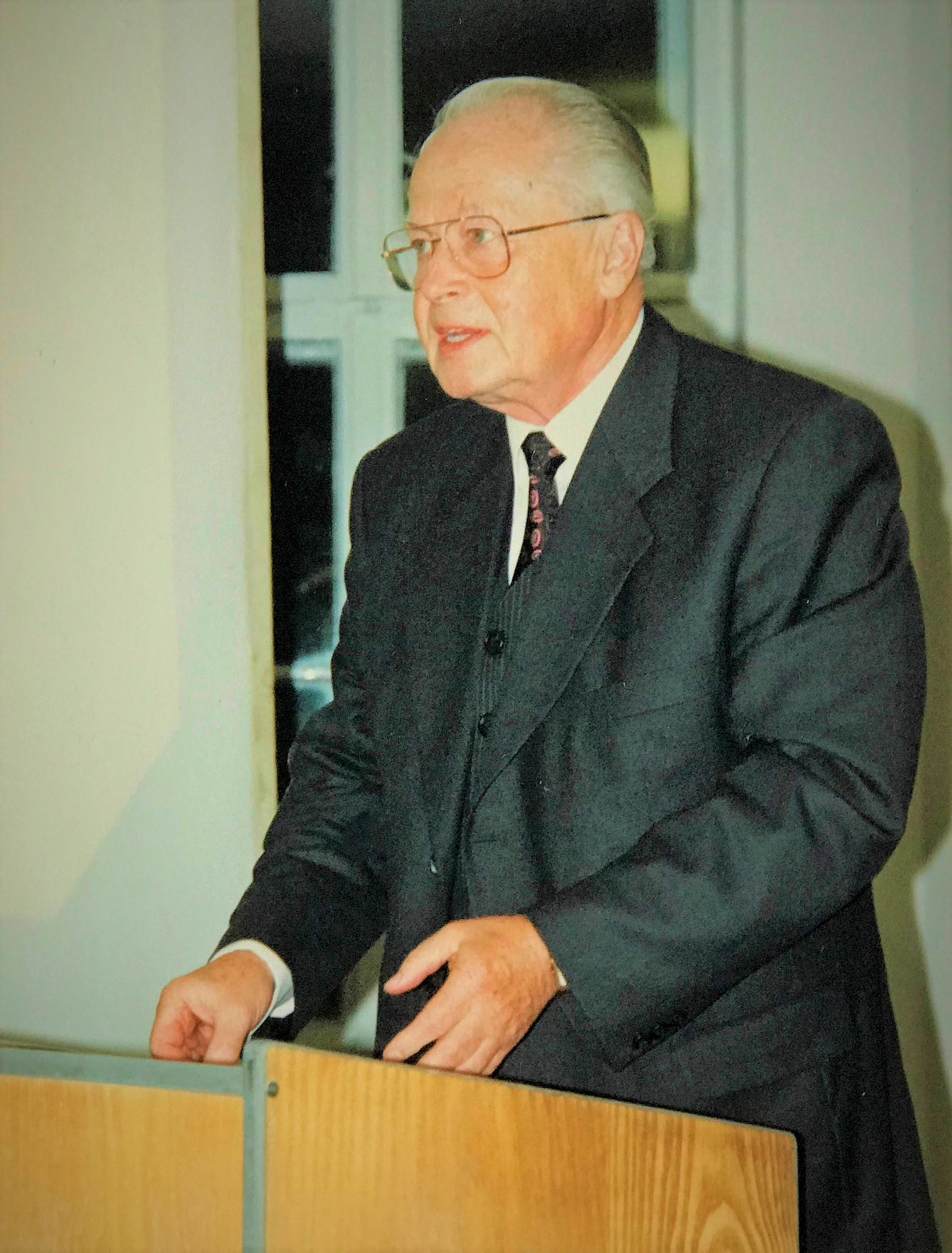
Friedhart Klix (2000)

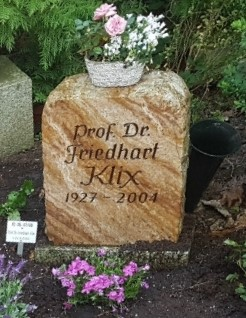
Das Grab von Friedhart Klix

Friedhart Klix (* 13. Oktober 1927 in Oberfriedersdorf; † 22. September 2004 in Berlin) war ein deutscher Psychologe. Er war ein führender deutscher Theoretiker der Kognitionspsychologie.

## Werdegang
Der Vater von Klix war Landwirt. Zu Kriegsende wurde Friedhart Klix noch zum Volkssturm eingezogen, entging aber am Ende der britischen Gefangenschaft. Sein Abitur legte er 1946 ab und war kurzzeitig in Rennersdorf und Löbau als Neulehrer im sächsischen Staatsdienst in den Fächern Geschichte und Mathematik tätig. Er trat früh in die SED ein und bemühte sich vorerst vergeblich um einen Studienplatz für Psychologie.
1949 begann Friedhart Klix in Berlin dann sein Studium an der Humboldt-Universität zu Berlin (HUB) in Psychologie und Mathematik. Nach dem Diplom 1953 Über die Wirkungsweise der Zielspannung im Handelsgeschehen blieb er als Wissenschaftlicher Assistent und Dozent, schloss 1957 seine Dissertation Über die Größenkonstanz der Sehdinge bei Eigenbewegung des Wahrnehmenden ebenfalls mit Auszeichnung ab und arbeitete bis zum Abschluss der Experimente seiner Habilitation Elementaranalysen zur Psychophysik der Raumwahrnehmung am Psychologischen Institut unter der Leitung von Kurt Gottschaldt, der hier von 1946 bis 1961 Institutsdirektor war.
Aufgrund zunehmender Konflikte mit dem Institutsdirektor Kurt Gottschaldt folgte er 1960 für zwei Jahre einem Ruf als Professor an die Friedrich-Schiller-Universität Jena, wo er zusammen mit anderen „Berlinflüchtlingen“ den Studiengang Psychologie neu aufbaute. Er habilitierte sich an der Technischen Universität Dresden (TUD) bei Werner Straub und kehrte 1962 wieder nach Berlin zurück, nachdem Gottschaldt Anfang 1962 einem Ruf an die Georg-August-Universität Göttingen gefolgt war. An der HUB wurde daher für ein Semester eine Interimsleitung des Instituts für Psychologie unter der Führung von Friedhart Klix, Gerhard Rosenfeld und Hans Hiebsch eingesetzt (das sog. „Triumvirat“).

## An der Humboldt-Universität zu Berlin
1962 wurde Friedhart Klix als Ordentlicher Professor an die Humboldt-Universität zu Berlin berufen und gleichzeitig als Institutsdirektor mit der Leitung des „Instituts für Psychologie“ betraut. Er übertrug die von ihm bereits in Jena aufgebaute Neuausrichtung von Lehre und Forschung an die HUB, gekennzeichnet durch eine strikt experimentelle Grundlegung der Psychologie sowie deren enge Bindung an Mathematik und Kybernetik. Das Institut gliederte er in „Grundlagen der Psychologie“, „Ingenieurpsychologie“ und „Klinische Psychologie“. Er setzte das wissenschaftliche Personal weitgehend interdisziplinär zusammen, indem er zusätzlich zu den Psychologen auch in anderen Wissenschaftsdisziplinen ausgebildete Nachwuchswissenschaftler in sein Wissenschaftlerteam mit integrierte. Hierdurch konnte er neuartige Forschungszugänge ermöglichen und hierauf neue Lehrveranstaltungen aufbauen. Bereits 1964 präsentierte er mit seinem Team auf dem Internationalen Symposium „Psychologische Probleme kybernetischer Forschung“ in Berlin erste Ergebnisse aus dieser Neuorientierung.
Seit 1966 wurden am Institut auch psychophysiologische Forschungen durchgeführt, basierend auf einem Forschungsansatz des früheren Institutsdirektors Gottschaldt von Mitte der 1950er Jahre. Seither ergänzten solche Methoden die experimentellen Untersuchungen in allen drei Profillinien des Instituts. Für die psychologische Praxis wurden die standardisierte Psychodiagnostik (z. B. Intelligenzdiagnostik) sowie die Ergebnisse zur Psychotherapie (z. B. Gesprächstherapie, Verhaltenstherapie, entspannende Verfahren) sehr wichtig.
Im Zuge der dritten Hochschulreform in der DDR von 1968 wurde an der HUB eine „Sektion Psychologie“ mit allen Psychologen verschiedener ehemaliger Fakultäten gegründet (Gründungsdirektor: Gerhard Rosenfeld). Eine stabile Sektionsstruktur entstand hier jedoch erst, nachdem man sich auf das vormalige Institut für Psychologie konzentriert hatte mit Klix als Sektionsdirektor bis 1970, danach folgte Hans-Dieter Schmidt und von 1974 bis 1984 erneut Klix, zuletzt bis 1990 Klaus-Peter Timpe, der auch die ingenieurpsychologische Ausbildung am Institut bzw. an der Sektion aufgebaut hat.
Friedhart Klix gehörte von 1972 bis 1980 sowie von 1984 bis 1992 dem Exekutivkomitee der International Union of Psychological Science (IUPsS) an, die anlässlich ihrer Weltkongresse 1972 in Japan beschlossen und 1976 in Mexiko-Stadt bestätigt hatte, den XXII. Internationalen Kongress für Psychologie 1980 in Leipzig auszurichten. Anlass war der 100. Jahrestag der Gründung des weltweit ersten Instituts für Experimentelle Psychologie in Leipzig durch Wilhelm Wundt. Klix war als Kongresspräsident maßgeblich an der Ausrichtung des Kongresses beteiligt und verhinderte eine ideologische Vereinnahmung dieser Veranstaltung weitestgehend. In Leipzig wurde er für den Zeitraum von 1980 bis 1984 auch als erster Deutscher zum Präsidenten der IUPsS gewählt. Aus dieser Position heraus gelang ihm die Aufnahme der Psychologischen Gesellschaft der DDR in den Internationalen Wissenschaftsrat (ICSU).
Zwischen 1982 und 1988 wurde von der IUPsS und der ICSU (International Council of Scientific Union) ein Projekt zur Mensch-Rechner-Interaktion ausgeschrieben, das von einer Projektgruppe aus den Bereichen Grundlagen der Psychologie und Arbeits- und Ingenieurpsychologie unter Leitung von F. Klix und H. Wandke durchgeführt wurde. Die DDR-Psychologie lag auch auf Grund der dort gewonnenen Erkenntnisse und der besonderen Rolle von F. Klix für Jahrzehnte im internationalen Ansehen damals weit vor der westdeutschen Kognitions-Psychologie.
1980 ließ Klix den ersten Computer an der Sektion Psychologie installieren (importiert von der Firma hp Hewlett Packard), der für die Steuerung und Analyse von Experimenten genutzt wurde, bevorzugt zur Darstellung und Analyse ereigniskorrelierter Hirnpotenziale.
1982 wurde auf Veranlassung von Klix ein Psychodiagnostisches Zentrum an die Sektion Psychologie angegliedert (Leitung: Uwe Schaarschmidt). Der Arbeitsschwerpunkt dieses Zentrums war die Entwicklung und Standardisierung psychodiagnostischer Verfahren, sowie die Bearbeitung und Publikation von Verfahren, die nicht am Zentrum erarbeitet worden waren. Mit der Gründung dieses Zentrums war ein strategisches Fernziel erreicht worden.
Klix lebte über Jahrzehnte eine interdisziplinäre und international orientierte Forschungsweise vor, sein Team umfasste neben Psychologen beispielsweise auch Mathematiker, Ingenieure, Physiker, Biologen und Philosophen. Insgesamt 38 Professoren sind aus dieser akademischen Schule hervorgegangen, hierfür stehen als Beispiele: Zwischen 1978 und 1989 wurden neben F. Klix und Hans-Dieter Schmidt sechs weitere ordentliche Professoren berufen: Hubert Sydow, Johannes Helm, Joachim Hoffmann, Klaus-Peter Timpe, Uwe Schaarschmidt (in der Nachfolge von J. Helm) und Elke van der Meer. Hinzu kamen drei zu außerordentlichen Professoren berufene Dozenten: Edith Kasielke, Bodo Krause und Klaus Zimmer. Hans-Jürgen Lander, bereits 1972 zum o. Professor berufen, folgte 1975 einem Ruf an die Universität Leipzig, ebenso Hans-Georg Geissler (1982). Werner Krause nahm einen Ruf an die Universität Jena an, und Lothar Sprung wurde 1990 o. Professor an der HUB.
Die visionären Anregungen durch Friedhart Klix waren für viele Forscher ähnlich bedeutsam wie seine Arbeit an wissenschaftlichen Brücken von der DDR zur internationalen Wissenschaftlergemeinschaft sowie insbesondere zwischen Ost- und Westdeutschland.
Der Preis für die erreichte internationale Orientierung und die Erfolge war, dass er sich strategisch bei der Leitung des Institutes selektiv auf die allgemeine, besonders experimentelle Psychologie konzentriert hat und sich „ideologienähere“ Anwendungsgebiete wie die Klinische Psychologie weniger gut entwickeln konnten. Dies wurde vor allem durch die Ressourcenverteilung gesteuert. Er sah eine Gefahr darin, dass aus den angewandten Disziplinen eine Gesellschaftskritik am real existierenden Sozialismus geübt werden könnte, die dann zu politischen Restriktionen für die gesamte Psychologie – also auch seiner Tätigkeit – geführt hätte. Letztendlich haben auch die Anwendungsgebiete von den Erfolgen profitiert und waren inhaltlich international ausgerichtet.
Friedhart Klix war langjähriges Mitglied der SED und nutzte seine Verbindungen zu hohen Parteifunktionären, um die Entwicklung der Psychologie voranzutreiben, sie vor politischer Vereinnahmung und dem Verlust des Anschlusses an internationale Entwicklungen zu bewahren und ihre zuweilen gesellschaftskritischen Protagonisten vor Sanktionen zu schützen.

## An der Akademie der Wissenschaften
Während seiner Zeit als Institutsdirektor für Psychologie an der HUB seit 1946 leitete Kurt Gottschaldt ab 1955 gleichzeitig die Arbeitsstelle für experimentelle und angewandte Psychologie der Deutschen Akademie der Wissenschaften zu Berlin (DAW). Hier war auch von 1957 bis 1959 sein akademischer Schüler Hans-Dieter Schmidt als Wissenschaftlicher Assistent tätig, der später ab 1970 als Direktor der Sektion Psychologie an der HUB in der Nachfolge von Friedhart Klix wirksam wurde. Klix hat 1962, nach dem Wechsel von Gottschaldt nach Göttingen, sowohl dessen Funktion als Institutsdirektor an der HUB als auch die Leitung der Arbeitsstelle an der DAW übernommen. 1965 wurde Friedhart Klix als Ordentliches Akademiemitglied gewählt. Somit gewann er durch intensive Kontakte zu anderen Akademiemitgliedern einen breiten Überblick zur Akademie und schließlich auch erweiterten Zugriff auf die Forschungsmöglichkeiten des Akademiebereiches als Erweiterung seiner Forschungskapazitäten an der HUB.
Im Jahr 1969 wurde das Zentralinstitut für Kybernetik und Informationsprozesse (ZKI) mit Sitz in Berlin eingerichtet mit dem Ziel der Erforschung und Förderung von Automatisierung / Steuerung und Rechentechnik / Informatik in der DDR. 1970 wurde es der Akademie der Wissenschaften zu Berlin (DAW) zugeordnet. Horst Völz wurde im März 1969 zum Gründungsdirektor des Zentralinstituts ernannt, ihm folgte Volker Kempe, der diese Funktion von 1977 bis 1990 ausübte.
Friedhart Klix war es gelungen, im ZKI eine Grundlagenabteilung „Kybernetik“ einzurichten und deren Leitung zu übernehmen, später als Bereich „Künstliche Intelligenz“ weitergeführt. Kennzeichnend für diesen Bereich war die Verknüpfung von Psychologie und Künstlicher Intelligenz mit den Schwerpunkten: Kognitionspsychologische Grundlagen für eine automatisierte Mustererkennung und Bildverarbeitung (Fritz Wysotzky, Siegfried Unger), Strategien für medizinische Diagnosesysteme (Wilfried Gundlach, Winfried Jentsch) und psycholinguistische Analysen für automatische Sprachverarbeitung. Die spätere Gründung des Bereiches „Psychologie“ unter Leitung von Klix war auch für die Entwicklung des Faches Psychologie in der DDR bedeutsam und strategisch als Vorstufe eines später zu errichtenden eigenständigen „Zentralinstituts für Psychologie“ der Akademie der Wissenschaften der DDR (AdW) gedacht.
Im Auftrage von Klix bauten Hubert Sydow und Werner Krause von 1969 an zunächst eine Abteilung und dann den Bereich „Grundlagen der Kybernetik“ am Zentralinstitut für Kybernetik und Informationsprozesse (ZKI) der Akademie auf. Die „Abteilung Analyse und Synthese von Problemlösungsprozessen“ (geleitet von Werner Krause) innerhalb dieses Bereiches wurde zur Keimzelle für ein anvisiertes „Zentralinstitut für Psychologie“ an der AdW.
Ein weiterer Schritt hin zu diesem strategischen Ziel war 1983 die Gründung eines „Bereiches Psychologie“ am ZKI, dessen erster Leiter Joachim Hoffmann wurde, zuvor o. Professor an der Sektion Psychologie der Humboldt-Universität. 1985 wurde innerhalb dieses Bereiches weiterhin die Abteilung „Mathematische Modellierung und Simulation kognitiver Prozesse“ gegründet, die bis zum Beginn der Abwicklung der Akademie der Wissenschaften bestand und deren Leiterin Erdmute Sommerfeld war.
Allerdings wurde das strategische Ziel, nämlich die Gründung eines eigenständigen „Zentralinstituts für Psychologie“, zunehmend nicht mehr erreichbar. Daher nahm Hans-Georg Geissler bereits 1982 einem Ruf an die Universität Leipzig an. Werner Krause folgte, nachdem die Gründung eines Zentralinstituts für Psychologie an der Akademie nicht mehr realistisch war, im Jahr 1987 einem Ruf an die Universität Jena, und Lothar Sprung wurde 1990 o. Professor am neu begründeten Institut für Wissenschaftsphilosophie und Humanontologie der HUB.
Im Zeitraum von 1989/1990 war Bodo Krause von der HUB mit der Leitung des Arbeitsstabs zum Aufbau und als designierter Direktor eines neu zu gründenden „Instituts für Psychologie“ an der AdW beauftragt. Durch die Abwicklung der AdW im Verlaufe der deutschen Wiedervereinigung wurde dieses Projekt jedoch nicht mehr realisiert.
Klix wurde auf dem Evangelischen Friedhof Berlin-Friedrichshagen beigesetzt.

## Rezeption der Modelle von Friedhart Klix
Die Arbeiten von Klix zur Organisation des menschlichen Gedächtnisses bilden bis heute eine Basis für kognitionstheoretische, psychologische und psycholinguistische Forschungen. In seinem Buch „Konzeptuelle Metaphern und Textkohärenz“ (Tübingen 2003) zieht Xiaohu Feng für das Kapitel Präsupposition und Inferenz von Skripts und Rahmen (S. 120–123) ein Modell von Friedhart Klix (1984) heran (zitiert ihn dort fälschlich als „Friedrich“ Klix): Klix habe in seinem Aufsatz Über Wissensrepräsentation im menschlichen Gedächtnis, enthalten in dem von ihm 1984 herausgegebenen Werk Gedächtnis-Wissen-Wissensnutzung, zwei hilfreiche Grundtypen der Wissensnutzung vorgestellt:
- Typ 1 Aktualisierung von Teilen des Wissensbesitzes als Folge der Anregung von Gedächtnisinhalten auf der Basis assoziativer Speicherung: Bezüglich des Begriffes „Schiff“ kann hier der Begriffsrahmen durch bedeutungsmäßig verbundene Lexeme (sog. „stereotype Implikationen“) wie „Steuermann“, „Anker“ oder „Decksaufbauten“ aktiviert werden.

- Typ 2 Aktualisierung mit Hilfe von Operationen/Prozeduren auf der Basis von Gedächtnisinhalten: Als Input der Prozeduren gehen Texte bzw. Textelemente ein, die mittels Vergleichs-, Schluss- oder Inferenzprozessen verarbeitet werden. So werden aus gespeicherten Teilinhalten oder Prämissen nichtgespeicherte Konsequenzen abgeleitet, wobei Skripts und Rahmen der Textelemente eine Rolle spielen.

So aktiviert das Lesen bzw. Hören eines Textes über „intendierte Inferenz“ unausgesprochene, aber zum Verständnis nötige Inhalte. Darüber hinaus aktiviert die „elaborative Inferenz“ weiteres, zum Text passendes Wissen des Lesers/Hörers. Im Gedächtnis sind Textinhalt und inferentiell hinzugefügtes Wissen später ununterscheidbar verschmolzen (Bussmann zit. n. Feng, S. 125): So kommt es, dass zwei Menschen aus ein und demselben Text jeweils sehr verschiedene Dinge herauslesen bzw. heraushören können.

## Psychophysik kognitiver Prozesse
Eine „Psychophysik kognitiver Prozesse“ wollte Friedhart Klix schaffen, und er hat daher zusammen mit einigen seiner Schüler innovative Ansätze für eine „Theoretische Psychologie“ vorgelegt:
Die Vielfalt der Erscheinungsformen wird auf wenige modulare Einheiten zurückgeführt, invariant gegenüber Anforderungstransformation und durch ihre evolutionäre Herausbildung begründet: sechs elementare kognitive Operationen (Aktivation, Inhibition, Substitution, Transition, Projektion, Inversion) und vier kognitive Prozeduren (Vergleich, Verkettung, Verdichtung, Verkürzung; als Universalien des Denkens bezeichnet), zwei Klassen von Begriffen (Objektbegriffe, Ereignisbegriffe; Friedhart Klix, Elke van der Meer und Joachim Hoffmann), das Postulat einer mentalen Grammatik: „So könnte es doch sein, ... , dass es eine mentale Grammatik gibt, die aus originären kognitiven Operationen besteht und die im lexikalischen Bereich ebenso ansetzen wie beim konstruierenden Denken und die anders, womöglich einfacher funktionieren, als es die logisch-systematische Strukturbildung der grammatikalischen Lehrbücher nahelegt.“
Mit nur wenigen Mikrozuständen lässt sich die Vielfalt der Erscheinungsformen auf der neuronalen Ebene als Mikrozustandssequenzen abbilden (Werner Krause).
Und weiter: eine universelle Konstante: ein kleinstes Zeitquant von 4,56 ms (Hans-Georg Geissler), ganzzahlige Vielfache davon zur Unterscheidung von kognitiven Prozessen und Strukturen, Invarianz und Einfachheit als universelle Größen, der Begriff der Struktur und seine Eigenschaften sowie Bezugsetzung zur Gestaltpsychologie (Bodo Krause), Verfahren zur Messung von Gedächtnisstrukturen (Hans-Jürgen Lander), eine Systematik kognitiver Strukturtransformationen und Vollständigkeitsbetrachtung (Erdmute Sommerfeld), Messung kognitiver Strukturen (Werner Krause), Messung einer subjektiven Metrik und deren Veränderung im Denkprozess als Strukturtransformation und damit Quantifizierung von Denkleistungen (Hubert Sydow), Kommunikationsprozesse als Strukturtransformation und die Entwicklung eines Gütemaßes für Kommunikation unter kognitiven Anforderungen (Wilfried Gundlach), systemtheoretische Analysen zur sensomotorischen Koordination (Klaus-Peter Timpe).
Und schließlich: die Nutzung aufgeklärter kognitiver Elementarprozesse zur Messung von Entwicklungsstörungen (Hubert Sydow), zur Diagnosefindung (Uwe Schaarschmidt, Michael Berg, Lothar Sprung) sowie zur Entwicklung von Kommandosprachen in der Industrie u. a. m. (Heinz-Jürgen Rothe, Anna-Marie Metz).

## Mitgliedschaften und Ehrungen (Auswahl)
- 1965 gewähltes Ordentliches Mitglied der Akademie der Wissenschaften zu Berlin (DAW)
- 1969 Nationalpreis der DDR III. Klasse für Wissenschaft und Technik
- 1971 gewähltes Mitglied der Gelehrtenakademie Leopoldina zu Halle (Saale)
- 1972 bis 1980 und 1984 bis 1992 Mitglied im Exekutivkomitee der International Union of Psychological Science (IUPsS)
- 1980 bis 1984 gewählter Präsident der IUPsS als erster Deutscher
- 1980 Kongresspräsident des XXII. Internationalen Kongresses für Psychologie in Leipzig
- Mitglied der Königlich-Schwedischen Akademie der Wissenschaften
- Ehrendoktor der Technischen Universität Dresden
- 1984 Karl-Marx-Orden
- 1987 Ehrendoktor der Universität Salzburg
- 1988 Hervorragender Wissenschaftler des Volkes
- 1988/89 erster Fellow aus der DDR am Wissenschaftskolleg zu Berlin[16]
- 1989: gewähltes Ordentliches Mitglied der Academia Europaea[17]
- 1993 Mitglied der Leibniz-Sozietät der Wissenschaften zu Berlin
- 2002 Wiener-Schmidt-Preis der Deutschen Gesellschaft für Kybernetik

## Publikationen
Klix verfasste mehr als 200 wissenschaftliche Veröffentlichungen, dazu mehr als 65 Fachbücher, an denen er als Autor und Mitherausgeber beteiligt war. Klix bewirkte, dass der damalige Mangel an zeitgemäßen Psychologie-Lehrbüchern systematisch behoben wurde, insbesondere für die Grundlagenausbildung in der DDR. Hierzu wurden auf seine Initiative an der Sektion Psychologie drei Lehrbücher erarbeitet:
- Hans-Dieter Schmidt (1970). Allgemeine Entwicklungspsychologie.
- Friedhart Klix (1971). Information und Verhalten.
- Walter Gutjahr (1971). Die Messung psychischer Eigenschaften.

In seinem bahnbrechenden Lehrbuch Information und Verhalten (1971) nutzte Klix kybernetische, informations- und spieltheoretische Modelle (Wiener, Shannon, Neumann, Sharkov, aber auch neuartige eigene Ansätze), um psychische Prozesse wie Begriffsbildung und Gedächtnis zu beschreiben. „Information und Verhalten“ wurde mit seinem Erscheinen zum Standardlehrbuch des Fachgebietes „Allgemeine Psychologie“ nicht nur in der DDR.
Die Reihe dieser drei Lehrbücher wurde später ergänzt um:
- Hubert Sydow & Peter Petzold (1981). Mathematische Psychologie.
- Bodo Krause & Peter Metzler (1983; 1988). Angewandte Statistik.
- Lothar Sprung und Helga Sprung (1984; 1987). Grundlagen der Methodologie und Methodik der Psychologie.
- Joachim Hoffmann (1986). Die Welt der Begriffe.
- Erdmute Sommerfeld (1994). Kognitive Strukturen.
- Werner Krause (2000). Denken und Gedächtnis aus naturwissenschaftlicher Sicht.
- Lothar Sprung & Helga Sprung (2010). Eine kurze Geschichte der Psychologie und ihrer Methoden.

Klix folgte auf Gottschaldt als Herausgeber der Zeitschrift für Psychologie, sogar über das Ende der DDR hinaus. Er war langjährig einer der Schriftleiter (Herausgeber) und sorgte mit dafür, dass diese älteste psychologische Fachzeitschrift Europas und zweitälteste der Welt ihren internationalen Charakter und die empirisch-naturwissenschaftliche Ausrichtung behielt. 1990 wurde die Reihe Internationaler Symposien an der Sektion Psychologie der HUB mit einem thematischen Symposium abgeschlossen: 100 Jahre Zeitschrift für Psychologie.
Der evolutionspsychologischen Frage, wie sich allmählich das Denken entwickelt und den historischen Paradigmen (Wie wandeln sich Weltbilder in der Menschheitsgeschichte?) ging er bereits sehr früh (1980, „Erwachendes Denken“) nach, publizierte auch nach seiner Emeritierung weiter über diese Thematik.
Werke (Auswahl)
- Kybernetische Analysen Geistiger Prozesse. Neue Ergebnisse Kybernetisch-Psychologischer Forschungen. Walter De Gruyter, 1968, ISBN 3-11-120569-X.
- Information und Verhalten. Kybernetische Aspekte der organismischen Informationsverarbeitung. Huber, Bern 1971.
- als Hrsg.: Human and Artifical Intelligence. (Fundamental studies in computer science), 1979, ISBN 0-444-85173-9.
- mit J. Hoffmann: Cognition and Memory. North Holland, 1980, ISBN 0-08-086659-X.
- Psychologische Beiträge zur Analyse kognitiver Prozesse. Kindler Verlag, 1982, ISBN 3-463-00679-0.
- Cognitive Research in Psychology. 1983, ISBN 0-444-86350-8.
- mit Risto Näätänen und Klaus Zimmer (Hrsg.): Psychophysiological Approaches to Human Information Processing. (=Advances in Psychology, 25). North-Holland 1985, ISBN 0-08-086679-4 (E-Book).
- Erwachendes Denken. Eine Entwicklungsgeschichte der menschlichen Intelligenz. Deutscher Verlag der Wissenschaften, Berlin 1985.
- Human Memory and Cognitive Capabilities. Mechanisms and Performances. Part A and B, Elsevier Science, 1986, ISBN 0-444-70071-4.
- mit Hartmut Wandke (Hrsg.): Man-Computer Interaction Research. Band 1: Proceedings of the First Network Seminar of the International Union of Psychological Science (Iupsys) on … North-Holland 1986, ISBN 0-444-87910-2.
- mit Norbert A. Streitz, Y. Waern und H. Wandke: Man-Computer Interaction Research. Band 2: Selected Papers of the Man-Computer Interaction Research Network of the International Union of Psychological Science. North-Holland, 1989, ISBN 0-444-87336-8.
- Die Natur des Verstandes. Hogrefe, Göttingen 1992, ISBN 3-8017-0478-5.
- Erwachendes Denken – Geistige Leistungen aus evolutionspsychologischer Sicht. Spektrum Akademischer Verlag Heidelberg, 1993, ISBN 3-86025-084-1.
- mit Karl Lanius: Wege und Irrwege der Menschenartigen. Wie wir wurden, wer wir sind. Kohlhammer, Stuttgart; Berlin; Köln 1999, ISBN 978-3-17-016035-4.
- mit Karl Lanius: Wege und Irrwege der Menschenartigen. Kosmologie heute – ein Beitrag zum Weltbild. trafo Wissenschaftsverlag Dr. Wolfgang Weist, Berlin 2000, ISBN 978-3-89626-213-4.